# Sant Pere de Matamala
L'Sant Pere de Matamala és l'església parroquial del poble de Matamala, i de la comuna homònima, de la comarca del Capcir a la Catalunya del Nord.
Està situada entre els carrers de Sant Pere Vell, i de l'Església, carrer que fa un angle recte al sud i a l'oest del temple parroquial, a la zona central - occidental del nucli de població de Matamala.

## Història

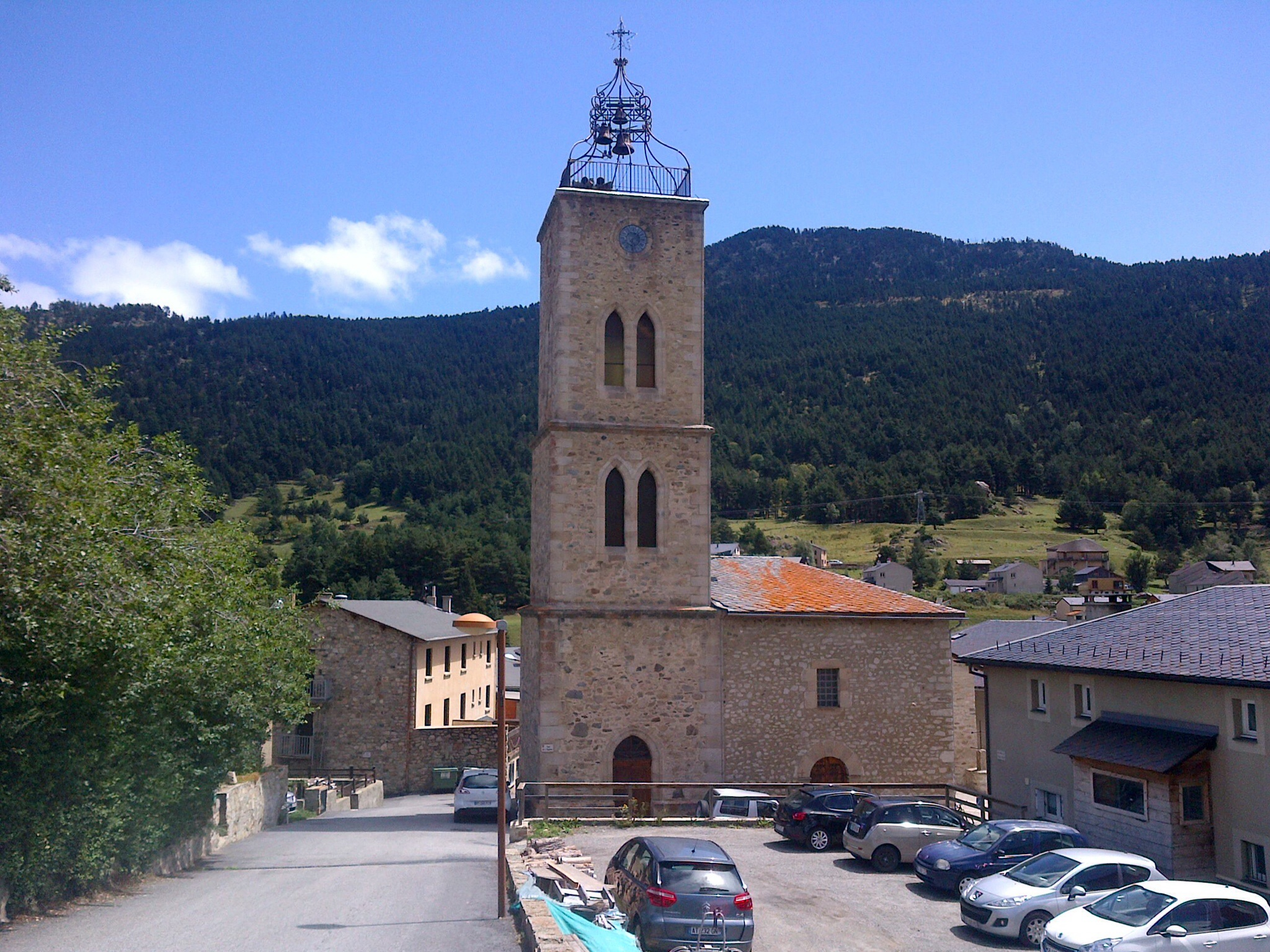
Vista exterior de l'església

Tot i que l'edifici és indubtablement més antic, el primer esment d'aquesta església és del 1413. Pertanyia aleshores al bisbat d'Alet, i consta la presa de possessió de la rectoria de Sant Pere de Matamala per l'estudiant de dret Joan de Berques.
L'església torna a ser citada el 1701 amb el nom d'iglesia de Sant Pere. Data del segle xiii, amb diverses refaccions, com les de 1413 i 1626, i s'hi van fer canvis significatius el 1869, com el campanar, que fou reconstruït.

## Descripció

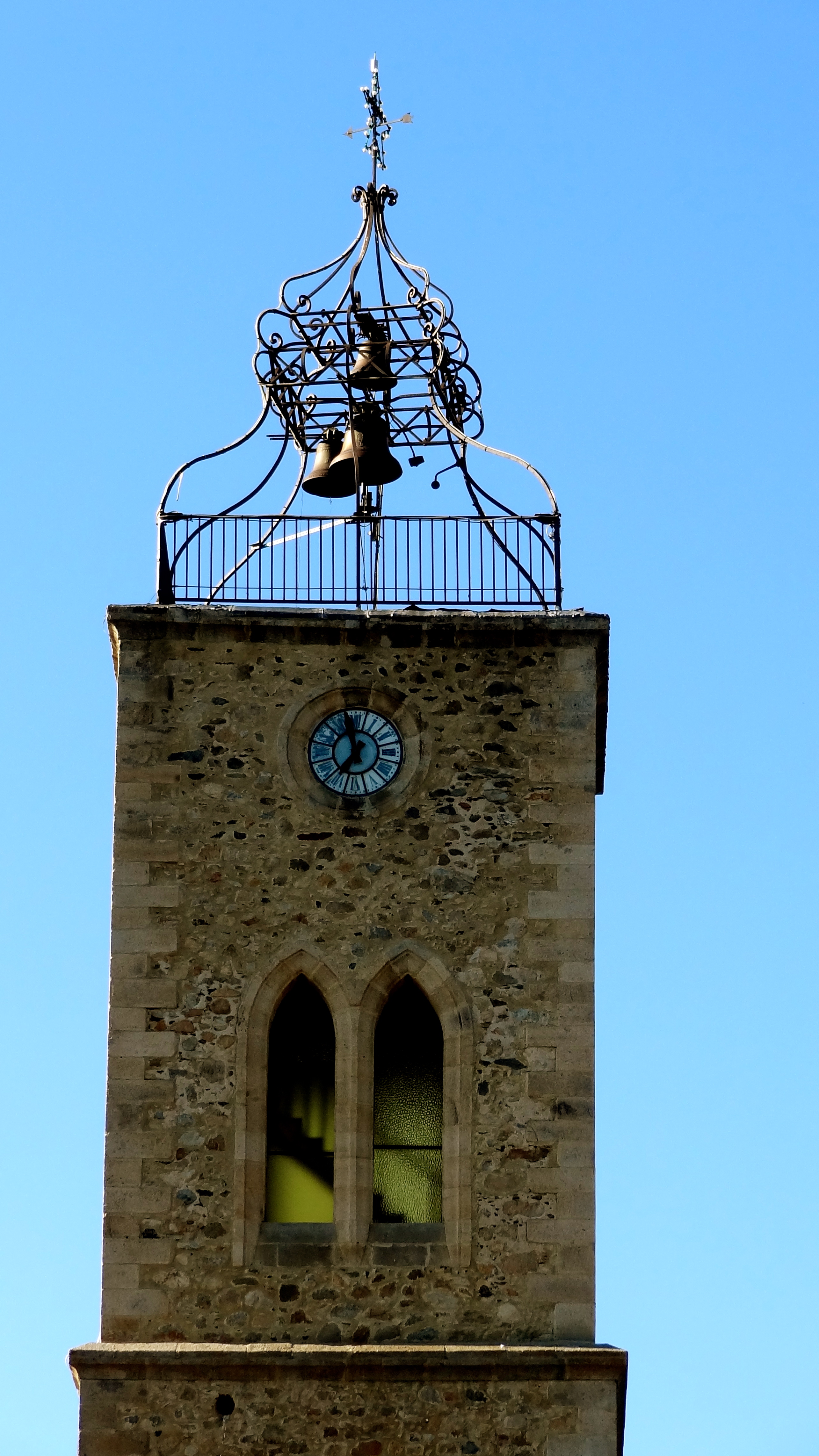
El campanar

L'edifici del segle xiii fou renovat aproximadament cada cent anys. És una església d'una sola nau, amb capelles laterals folrades i acabada en absis semicircular, romànic, restaurat el 1957. Hi ha, a més, dues absidioles semicirculars noves.
Les capelles nord i sud, els mobles, l'altar, una pedra molt gruixuda de granit polit, i el retaule, daten del segle xvi. La nau és romànica, i fou restaurada després del 1957; conté dos arcs de diafragma (un fa la funció d'arc triomfal). Aquests dos arcs suporten la volta de maó des de la restauració del 1957. La portalada, situada a la façana meridional, té gravada a la clau de volta la inscripció Matamala 1626.

## Mobiliari

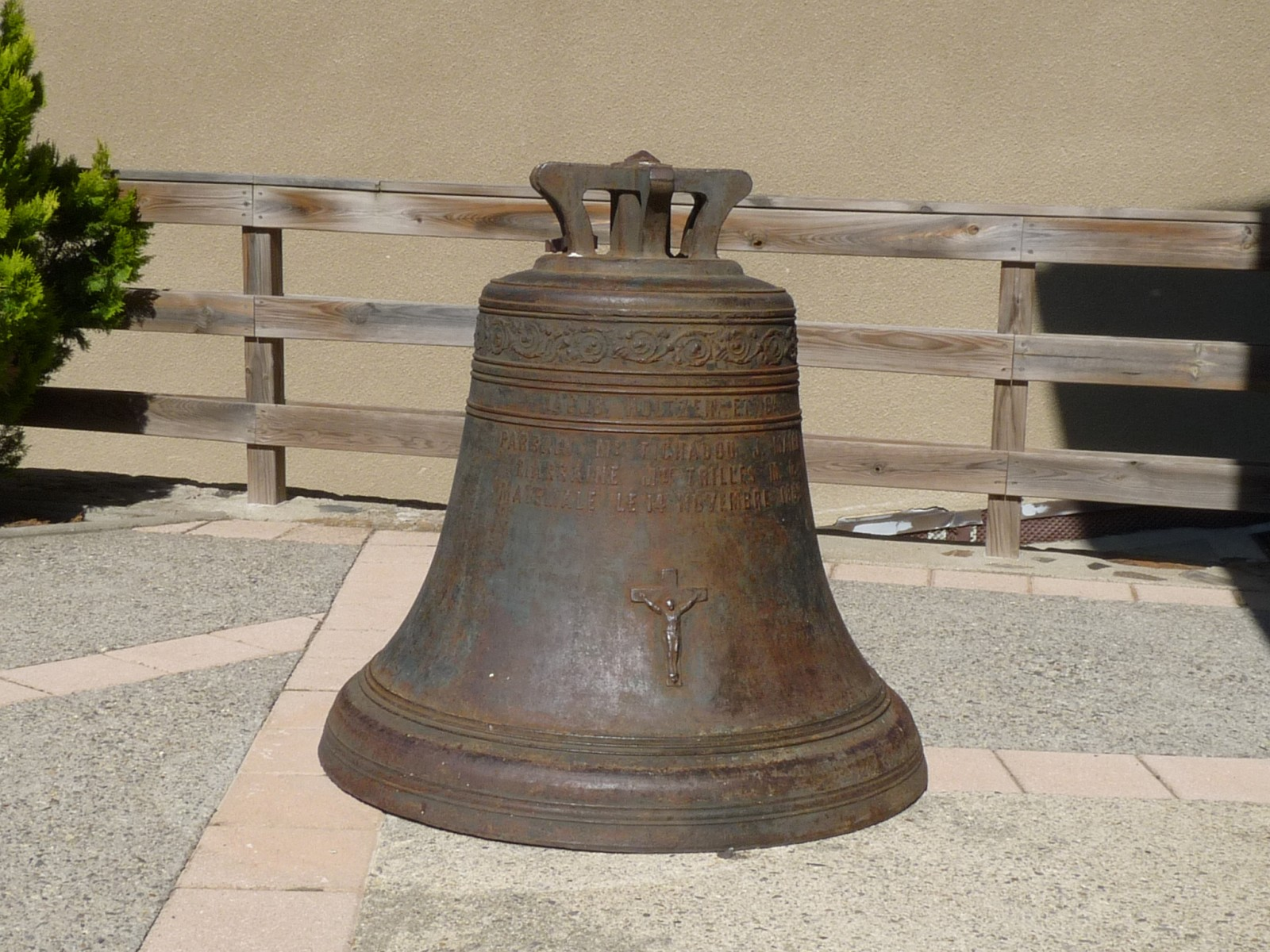
La campana, a l'entrada de l'església

L'església conté un calze de plata que data del 1708. L'edifici està catalogat des del 1958 com a monument históric.
La Mare de Déu del Roser, a l'esquerra de l'altar, està tallada en fusta de bedoll per l'arquitecte Raaymakers, qui també va reparar les estàtues barroques de sant Pere, santa Anna, sant Joaquim i la creu de fusta vella.